# Червона Калина (пластовий курінь)
Пластовий Загін «Червона калина» — об'єднання 23 куреня старших пластунів та 5 куреня пластунів-сеньйорів молодіжної організації «Пласт — Національна скаутська організація України».

## Історія
"Загін «Червона Калина» — один з найстаріших та найчисельніших пластових куренів. Передвісником «Загону» був полк, згодом переіменований на «5-ий юнацький курінь ім. князя Ярослава Осьмомисла», що діяв у Стрию в 20-30 х роках 20 століття. Із 1925 р. найстарший гурток «Пугачі» куреня ім. кн. Ярослава Осьмомисла покидає ряди юнацтва і створює перший на теренах Стрия курінь старших пластунів. На початку курінь не мав назви. Але з часом його засновники погодилися обрати славного козацького полковника Івана Богуна патроном куреня. Так виник «Курінь ім. Івана Богуна» Разом з тим, виникло бажання пов'язати курінь не стільки з традиціями останньої державної доби України, як з повстанням Богдана Хмельницького, тобто збройною повстанською боротьбою за державність. Однак, на одній з курінних Рад, за пропозицією Степана Охримовича, було вирішено дати куреню дещо ширшу назву — "Загін «Червона Калина».
На чолі куреня на той час стояв «Штаб Загону» (згодом — «Генеральна Старшина») під проводом Отамана, а зверхником, сторожем довголіття «Загону» і його законності, а то й, при потребі, контрольним чинником над Отаманом, став Січовий Дід, якого обирали пожиттєво.
Літо братчики «Загону» проводили в пластових таборах, однак традиційно, крім літніх таборів, «Загін» плекав лещатарство й влаштовував у Славському зимові табори, брав участь у щорічних лещатарських змаганнях. Протягом року члени «Загону» плекали спорт, зокрема легку атлетику, і продовжували брати участь у всіх спортових змаганнях у Львові та Стрию.
З іншої діяльності варто згадати різноманітні імпрези і виступи для здобуття так званого пластового заробітку. Велику зручність та ініціативу в цій ділянці виявив Степан Бандера, який кілька років був скарбником «Загону». Засобом дружнього зв'язку в межах Пласту і з ширшою громадськістю були «пластові балі», які вимагали багато праці, зате приносили багато радості та прибутку. Під час визвольних змагань братчики «Загону» брали участь у визвольній боротьбі. Це — і Степан Бандера, і Олекса Гасин-Лицар, і Степан Охримович, інші відомі та невідомі герої, що поклали своє життя на вівтар історії.
У 1946 році в Німеччині відбулася перша повоєнна зустріч членів «Загону», а в 1948 р. — Генеральна Рада «Загону». Було намічено план праці, після чого роз'їхалися братчики «ЧК» по трьох континентах: до Європи, Австралії, Америки. З цим «переселенням» почався новий етап історії "Загону «Червона Калина». Основним осередком «Загону» став Нью-Йорк. Регулярно стали проводитися сходини братчиків. Традиційними стали організація та проведення «Балу Дебютанток», спортивно-вишкільних таборів, перший з яких було проведено в 1974 році.
На початку 90-х років, із здобуттям Україною незалежності, відродженням Пласту, відбулося відродження «Загону» і в Україні, молоді і натхненні звитягами і минулим братчики якого взялися відновлювати і збагачувати традиції та звичаї куреня. Не можна не згадати одного з найвидатніших на сьогодні братчиків «Загону» в Україні — бл. Любомира Гузара, який прийшов до «Червоної Калини» будучи ще студентом-семінаристом.

## Видатні особи

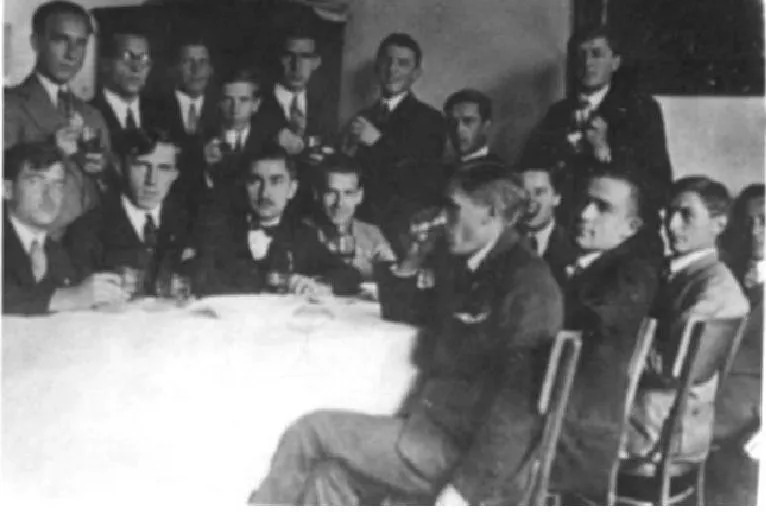
Курінна рада пластового куреня «Червона Калина». Сидять зліва направо: Степан Охримович, Володимир Калинович, Володимир Ерденберґер, Євген Пеленський, Богдан Чехут, Осип Грицак, Роман Ерденберґер, Степан Новицький, Михайло Поточняк. Стоять зліва направо: Осип Тюшка, Н, Остап Каратницький, Степан Бандера, Юліан Гошовський, Ярослав Рак, Ярослав Падох, Роман Щуровський. Львів, «Академічний дім», 21 жовтня 1928 р.

Степан Бандера, Любомир Гузар, Олекса Гасин-Лицар, Едвард Козак, Степан Охримович, Ярослав Падох, Євген Пеленський, Ярослав Рак, Б. Чехут, Лев Сенишин, Осип Карачевський, Осип Грицак, Степан Новицький, Рудницький Ярослав-Богдан, Володимир Калинович Володимир Базарко

## Діяльність
- Табори: споривно-вишкільний табір (СВТ) «Калиновий оберіг», мандрівний табір «Заграва»
- Акції: футбольний турнір ім. Степана Охримовича
- Видавнича діяльність: «Дружне посланіе», «Косар», нариси «Рідними плаями» Б. Чехута.